# جيمي بارون (كرة سلة)
جيمي بارون (بالإنجليزية: Jimmy Baron)‏ مواليد 23 مايو 1986 في رود آيلاند، هو لاعب كرة سلة أمريكي. بدأ مسيرته الاحترافية في سنة 2009. يحمل الرقم 20.

## المسيرة الاحترافية
لعب مع سان سباستيان غيبوثكوا بي سي في الدوري الإسباني من سنة 2010 إلى 2012، ثم لعب مع لوكوموتيف كوبان في الدوري الروسي في موسم 2012–2013، ثم لعب مع فيرتوس روما في الدوري الإيطالي في موسم 2013–2014، ثم لعب مع بالونكيستو فوينلابرادا في الدوري الإسباني في موسم 2014–2015، ثم لعب مع بانفيت لكرة السلة في الدوري التركي في سنة 2015، ثم لعب مع سبيرو شارلوروا في موسم 2015–2016، ثم لعب مع نبتونس في موسم 2016–2017، ثم لعب مع ليتوفوس رايتس في سنة 2017.

## روابط خارجية
- جيمي بارون على موقع الدوري الإسباني لكرة السلة (الإسبانية)
- جيمي بارون على موقع كرة السلة الأوروبية.كوم (الإنجليزية)
- جيمي بارون على موقع كلية كرة السلة في سبورتس رفرنس.كوم (الإنجليزية)
- جيمي بارون على موقع ريلجم (الإنجليزية)
- جيمي بارون على موقع سبورتس رفرنس (الإنجليزية)